# 菲奥雷拉·博尼切利
菲奥雷拉·博尼切利（義大利語：Fiorella Bonicelli，1951年12月21日—），生于秘鲁利马，乌拉圭女子网球运动员，11岁时开始练习网球。她在职业生涯期间曾获得法国网球公开赛女子双打冠军、混合双打冠军。